# Рейкхофф, Юлиан
Юлиан Дин Рейкхофф (нидерл. Julian Dean Rijkhoff; родился 25 января, 2005) — нидерландский футболист, нападающий клуба «Аякс», выступающий на правах аренды за «Алмере Сити».

## Клубная карьера
Воспитанник амстердамского «Аякса», в январе 2021 года Рейкхофф присоединился к дортмундской «Боруссии».
1 февраля 2024 года «Аякс» объявил о возвращении своего воспитанника спустя 3 года пребывания в немецком клубе. 5 февраля 2024 года дебютировал за фарм-клуб «Йонг Аякс», выйдя в стартовом составе на матч Эрстедивизи против другого фарм-клуба «Йонг Утрехт». 12 февраля 2024 года забил свой первый гол в профессиональной карьере, оформив дубль в матче Эрстедивизи против клуба «МВВ Маастрихт». 15 февраля 2024 года дебютировал за основную команду «Аякса», выйдя на замену в матче плей-офф Лиги конференций УЕФА против норвежского клуба «Будё-Глимт».
Летом 2025 года перешёл на правах аренды в «Алмере Сити».

## Карьера в сборной
Выступал за сборные Нидерландов до 15 лет, до 17, до 18 и до 19 лет.

## Статистика выступлений
| Клуб             | Сезон            | Лига | Лига | Кубок | Кубок | Европейские кубки | Европейские кубки | Итого | Итого |
| Клуб             | Сезон            | Игры | Голы | Игры  | Голы  | Игры              | Голы              | Игры  | Голы  |
| ---------------- | ---------------- | ---- | ---- | ----- | ----- | ----------------- | ----------------- | ----- | ----- |
| Йонг Аякс        | 2023/25          | 13   | 6    | —     | —     | —                 | —                 | 13    | 6     |
| Йонг Аякс        | 2024/25          | 29   | 9    | —     | —     | —                 | —                 | 29    | 9     |
| Йонг Аякс        | Итого            | 42   | 15   | —     | —     | —                 | —                 | 42    | 15    |
| Аякс             | 2023/24          | 8    | 0    | 0     | 0     | 2                 | 0                 | 10    | 0     |
| Аякс             | 2024/25          | 0    | 0    | 0     | 0     | 1                 | 0                 | 1     | 0     |
| Аякс             | Итого            | 8    | 0    | 0     | 0     | 3                 | 0                 | 11    | 0     |
| Всего за карьеру | Всего за карьеру | 50   | 15   | 0     | 0     | 3                 | 0                 | 53    | 15    |